# Sångsällskapet NS
Sångsällskapet NS (Nio Sångare) är en manskör från Visby på Gotland.

## Historia
Kören bildades år 1903 i Visby, i en tid när manskörer runt hela landet växte fram, och bestod från början av en dubbelkvartett med dirigent, alltså "Nio Sångare". Verksamheten var ganska intern till en början, man träffades och repeterade i Gamla Apoteket på Strandgatan, och sjöng mycket för sin egen sångglädjes skull.
Det första annonserade framträdandet skedde i S:ta Carins ruin den 10 augusti 1903 - i skenet av bengaliska eldar. Man sjöng serenader, man sjöng i sällskapslivet, och när skaran gradvis utökades blev det också regelrätta konserter, gärna i frack, och gärna i Domkyrkan. Tidigt visade kören lust till spektakel och uppträdanden, redan 1906 sjöng man det upsaliensiska operaspexet Mohrens sista suck, som togs upp igen vid 70-årsjubileet på Säveskolan. Sättet att klä ut sig och underhålla med något skämtsamt musikaliskt som en mellanakt i konserterna, inte bara under jubileerna, har hållit i sig sedan dess.

## Verksamhet
Sångsällskapet NS har idag cirka 30 aktiva sångare. Kören har genom sina dirigenters arbete kunnat hålla kvalité och repertoarbredd genom åren, inte minst genom att i repertoaren ta in moderna körverk.
NS ger årligen ett antal konserter i olika former: 
"Julgodis med NS" till trettondagshelgen, vårkonsert i april, valborgsmässosånger, kyrkokonsert i juni, serenadkonsert i augusti, och höstkonsert är återkommande inslag. Vart femte år har man en mer påkostad jubileumskonsert i frack.
Varje höst samarbetar sångsällskapet med Wisby Hotel och ger en "NS-kväll". Iklädda frack serverar sångarna gästerna och sjunger snapsvisor, vinvisor och serenader, dessutom förekommer det en del överraskningar, och kvällen  avslutas med en kort konsert.

## Dirigenter (urval)
- Friedrich Mehler
- Ludvig Siedberg
- Hans-Erik Dahlgren
- Claes Holmgren
- Ramon Anthin
- Lars-Erik Gottlander, 1971–2008
- Ragnar Håkansson, 2008–2014
- Karin Eklundh, 2014–

## Utgivna skivor
NS gav år 1989 ut en LP med nordisk och europeisk musik, och en CD utgavs år 1997.
Under våren 2008 deltog NS i en skivinspelning kallad Svenska Körfavoriter: Uti vår hage utgiven av Sveriges Körförbund.
Ur sin repertoar valde då NS Blommande sköna dalar tonsatt av gotlänningen August Enderberg, som var organist och musiklärare, samt skrev många sånger för manskör.